# Cactus Bowl 2015
Match précédent Match suivant
Le Cactus Bowl 2015 est un match de football américain de niveau universitaire joué après la saison régulière de 2014, le 2 janvier 2015 au Sun Devil Stadium à Tempe en Arizona. 
Il s'agissait de la 26e édition du Cactus Bowl.
Le match a mis en présence les équipes d'Oklahoma State Cowboys issue de la Big 12 Conference et des Washington Huskies issue de la Pacific-12 Conference.
Il a débuté à 10:15 ET (heure locale) et a été retransmis en télévision sur ESPN.
Sponsorisé par la société TicketCity (spécialisée dans la vente de tickets pour divers évènements), le match fut officiellement dénommé le TicketCity Cactus Bowl 2015.
Les Cowboys d'Oklahoma State gagnent le match sur le score de 30 à 22. Il s'est joué sous une température de 45 °F (7,2 °C) ce qui constitue la plus faible température jamais enregistrée au coup d'envoi d'un Cactus Bowl.

## Présentation du match
Le match a mis en présence les équipes des Cowboys d'Oklahoma State issus de la Big 12 et des Huskies de Washington issus de la Pac 12.
Il s'agit de la 3e rencontre entre ces deux équipes, la dernière ayant eu lieu en 1955.

### Cowboys d'Oklahoma State
Avec un bilan global en saison régulière de 6 victoires et 6 défaites, Oklahoma State est éligible et accepte l'invitation pour participer au Cactus Bowl de 2015.
Ils terminent 7e de la Big 12 et ne sont pas classés à l'issue de la saison 2014, aux classements CFP, AP et Coaches.
Il s'agit de leur 2e participation au Cactus Bowl (victoire le 31 décembre 2007 contre les Hoosiers de l'Indiana 49 à 33).

### Huskies de Washington
Avec un bilan global en saison régulière de 8 victoires et 5 défaites, Washington est éligible et accepte l'invitation pour participer au Cactus Bowl de 2015.
Ils terminent 3e de la Northen Division derrière #2 Oregon et Stanford avec un bilan en division de 4 victoires et 5 défaites.
À l'issue de la saison 2014, ils ne sont pas classés dans les divers classements CFP, AP et Coaches.
Il s'agit de leur 1er participation au Cactus Bowl.

## Résumé du match
| ÉVOLUTION DU SCORE du CACTUS BOWL 2015 |                              |                              |                              |                              |                              | |       |       |
| QT                                     | Temps                        | Drive                        | Drive                        | Drive                        | Équipe                       | Description de l'action | Score | Score |
|                                        |                              | Jeux                         | Yards                        | TDP                          |                              | | OSU   | WASH  |
| 1                                      | 09:53                        | 11                           | 84                           | 05:07                        | OSU                          | TD à la suite d'une course d'1 yard par DT James Castleman + 1 point de conversion par kicker Ben Grogan                                                                                    | 7     | 0     |
| 1                                      | 00:16                        | 7                            | 84                           | 03:31                        | OSU                          | TD de 28 yards par WR James Washington à la suite d'une réception d'une passe de QB son Rudolph + 1 point de conversion par kicker Ben Grogan                                               | 14    | 0     |
| 2                                      | 09:22                        | 10                           | 47                           | 04:21                        | OSU                          | FG de 40 yards par kicker Ben Grogan | 17    | 0     |
| 2                                      | 00:48                        | 2                            | 56                           | 00:31                        | OSU                          | TD de 47 yards par WR Brandon Shepard à la suite d'une réception d'une passe de QB Mason Rudolph + 1 point de conversion par kicker Ben Grogan                                              | 24    | 0     |
| 3                                      | 11:48                        | 7                            | 82                           | 03:08                        | Wash                         | TD à la suite d'une course de 31 yards par WR Jaydon Mickens + 1 point de conversion par kicker Cameron Van Winkle                                                                          | 24    | 7     |
| 3                                      | 01:47                        | 4                            | 5                            | 01:15                        | OSU                          | FG de 27 yards par kicker Ben Grogan | 27    | 7     |
| 3                                      | 01:32                        | –                            | –                            | –                            | Wash                         | TD par WR John Ross sur un retour de kickoff de 96 yards + 1 point de conversion par kicker Cameron Van Winkle                                                                              | 27    | 14    |
| 4                                      | 05:54                        | 8                            | 50                           | 03:30                        | OSU                          | FG de 34 yards par kicker Ben Grogan | 30    | 14    |
| 4                                      | 03:29                        | 8                            | 67                           | 02:19                        | Wash                         | TD de 16 yards par WR Jaydon Mickens à la suite d'une réception d'une passe de QB Cyler Miles + tentative de 2 points réussie (passe de QB Miles, Cyler réceptionnée par RB Cooper Deontae) | 30    | 22    |
| "TDP" = temps de possession.           | "TDP" = temps de possession. | "TDP" = temps de possession. | "TDP" = temps de possession. | "TDP" = temps de possession. | "TDP" = temps de possession. | "TDP" = temps de possession. | 30    | 22    |

## Statistiques
| Statistiques par Équipes               | Statistiques par Équipes        | Statistiques par Équipes        |
| Statistiques                           | OSU                             | WASH                            |
| -------------------------------------- | ------------------------------- | ------------------------------- |
| 1er downs                              | 22                              | 22                              |
| Conversion de 3e Down                  | 4/15                            | 4/12                            |
| Conversion de 4e Down                  | 2/2                             | 0/2                             |
| Jeux–yards                             | 76 jeux pour 473 yards          | 65 jeux pour 369 yards          |
| Yards à la course                      | 151 yards                       | 101 yards                       |
| Yards à la passe                       | 321 yards                       | 268 yards                       |
| Passes : Réussies-Tentées-Interceptées | 18/27, 1 Int.                   | 25/40, 1 Int.                   |
| Réussite en zone rouge/chances         | 3/4                             | 1/1                             |
| TD                                     | 3                               | 3                               |
| Field Goals                            | 3                               | 0                               |
| Sacks (Nombre-Yards perdus)            | 3 sacks subis (20 yards perdus) | 2 sacks subis (18 yards perdus) |
| Fumbles (Nombre/Perdus)                | 2 (1)                           | 2 (1)                           |
| Pénalités (Nombre/Yards perdus)        | 7 (50 yards perdus)             | 7 (70 yards perdus)             |
| Temps de possession                    | 35:45                           | 24:15                           |

| Meilleurs Joueurs (MVPs) | Meilleurs Joueurs (MVPs) | Meilleurs Joueurs (MVPs) | Meilleurs Joueurs (MVPs) |
| ------------------------ | ------------------------ | ------------------------ | ------------------------ |
| Système                  | Noms                     | Équipe                   | Postes                   |
| Attaque                  | Desmond Roland           | Oklahoma State           | RB                       |
| Défense                  | Seth Jacobs              | Oklahoma State           | LB                       |

| Statistiques Individuelles | Statistiques Individuelles | Statistiques Individuelles     |
| -------------------------- | -------------------------- | ------------------------------ |
| Quaterbacks                |                            |                                |
| OSU                        | Rudolph, Mason             | 17/26, 299 yards, 2 TDs, 1 INT |
| WASH                       | Miles, Cyler               | 25/38, 268 yARds, 1 TD, 1 INT  |
| Meilleurs Coureurs         |                            |                                |
| OSU                        | Roland, Desmond            | 32 courses, 123 yards, 0 TD    |
| WASH                       | Washington, Dw.            | 13 courses, 42 yards, 0 TD     |
| Meilleurs Receveurs        |                            |                                |
| OSU                        | Sheperd, B.                | 5 Réc., 98 yards, 1 TD         |
| WASH                       | Mickens, Jaydon            | 7 Réc., 82 yards, 1 TD         |
| Meilleurs Tackleurs        |                            |                                |
| OSU                        | Jacobs, Seth               | 8 tackles                      |
| WASH                       | Timu, John                 | 7 tackles, 5 assistes          |